# Best Night Ever
Best Night Ever es una película de comedia estadounidense de metraje encontrado de 2013 escrita y dirigida por Jason Friedberg y Aaron Seltzer y producida por Jason Blum, Peter Safran, Friedberg y Seltzer. La película tuvo lugar en Boston, Massachusetts y Las Vegas, Nevada .

## Argumento
Las cosas van de mal en peor para Claire, Zoe, Leslie y Janet cuando comienzan la despedida de soltera de Claire en Las Vegas. Las tarjetas de crédito de Leslie son canceladas por su futuro exmarido. Como resultado, no pueden pagar su habitación de hotel y todo lo demás en Las Vegas aparentemente está reservado. Reservan la única habitación que pueden encontrar, un motel de mala muerte que está infestado de chinches y una variedad aleatoria de líquidos misteriosos. Sin inmutarse, llegan a un club de striptease masculino, pero las echan porque Claire le quitó el pene de la cara a un stripper. Luego, un traficante de drogas falso al que Zoe intenta comprarles drogas les roba todas sus posesiones, incluido el anillo de compromiso de Claire. Para ganar dinero, van a una fiesta de lucha en el barro donde Janet gana un premio de consolación de 300 dólares tras ser noqueada por el campeón reinante.
En la ambulancia al hospital con Janet, Zoe roba algunas drogas y el grupo es expulsado del vehículo después de pelear con el médico. Luego, en un largo montaje, se embarcan en una serie de divertidas aventuras. Van de discotecas, se lanzan en tirolesa por Fremont Street, nadan y practican paracaidismo bajo techo. Después, juegan juegos/retos de despedida de soltera: besan a un hombre con bigote, engañan a la gente para que muestre el ombligo, asustan a personas al azar, encuentran gente parecida a celebridades, un extraño las lleva a cuestas, chocan los cinco con un hombre al que confunden con una dama, hacerle cosquillas a un anciano, bailar como gallinas, ponerle lápiz labial a un tipo, iniciar un flash mob, frotar la cabeza de un hombre calvo, darle donas a la gente, robar un mechón de pelo del pecho, hacer una pulseada con un extraño, pedirle ropa interior a un extraño., pinchar a alguien con pelo rizado, recibir un masaje en los pies de un extraño, robar una botella de alcohol y robar un viaje en limusina.
En la limusina, ven a un valet que se parece al falso traficante de drogas que les robó. Secuestran al valet, van a su casa, le afeitan una ceja, le dibujan el pecho y le orinan en la cara como venganza. Sin embargo, luego descubren que el  valet no es el hombre que les robó y son ahuyentados por los padres del muchacho.
Terminan en el hotel equivocado, donde se está llevando a cabo una orgía de despedida de soltero. Dos hombres que conocieron en una fiesta anterior los salvan cuando Claire interrumpe la fiesta, pero uno de ellos se marcha con Claire con aparentemente malas intenciones. Leslie, Janet y Zoe los persiguen, pero sufren un accidente y se marchan antes de que llegue la policía. Alcanzan a Claire y al hombre en un hotel y los ven entrar a una habitación y comenzar a tener relaciones sexuales. Golpean la puerta hasta que alguien responde, pero nuevamente se equivocan de habitación y una mujer desnuda y enojada los echa. Activan la alarma de incendios para encontrar a Claire, quien les dice que no pasó nada y que ama a su prometido. El grupo acaba quedándose con los dos hombres que los salvaron.
Por la mañana, el novio de Claire llama y le aclara a Claire los acontecimientos de su propia despedida de soltero en Las Vegas. Al no haber encontrado nunca su anillo de bodas, Leslie le ofrece el suyo, ya que su matrimonio está terminando y ya no lo necesita.
En el resumen final, Leslie se divorcia de su marido y abre una serie de clínicas de marihuana. Zoe vuelve a estar con su ex, pero luego vuelve a romper con él. Janet se muda a Las Vegas para comenzar una carrera en la lucha libre con gelatina, pero nunca logra ganar, y Claire y Dave finalmente se casan.

## Reparto
- Desiree Hall como Claire
- Eddie Ritchard como Zoe
- Samantha Colburn como Leslie
- Crista Flanagan como Janet

## Recepción de la crítica
El agregador de reseñas Rotten Tomatoes informa un índice de aprobación del 0% basado en 16 reseñas, con una calificación promedio de 3,00/10.  Metacritic informa un promedio ponderado de 17 sobre 100 basado en 8 críticas, lo que indica "un disgusto abrumador". 
Ignatiy Vishnevetsky de The AV Club la llamó "un probador de paciencia triste, tan inepto que ni siquiera sabe cómo engañar a su propio truco de metraje encontrado", y agregó que "la película tiene más espacios muertos incómodos que bromas". 